# Linyuan
Linyuan (chiń. upr. 林园区; chiń. trad. 林園區; pinyin Línyuán qū; Wade-Giles Lin-yüan ch’ü) – dzielnica (chiń. 區, qū) w rejonie Fengshan miasta wydzielonego Kaohsiung na Tajwanie. 
23 czerwca 2009 komitet przy Ministrze Spraw Wewnętrznych Republiki Chińskiej zarekomendował scalenie dotychczasowego powiatu Kaohsiung (chiń. trad. 高雄縣; pinyin Gāoxióng xiàn) i miasta wydzielonego Kaohsiung (chiń. trad. 高雄直轄市; pinyin Gāoxióng zhíxiáshì) w jedno miasto wydzielone; wszystkie gminy wiejskie (chiń. 鄉, xiāng), jak Linyuan, miejskie oraz miasta wchodzące w skład powiatu zostały przekształcone w dzielnice (chiń. 區, qū). Ustawa weszła w życie 25 grudnia 2010 roku.
Populacja dzielnicy Linyuan w 2016 roku liczyła 70 201 mieszkańców – 34 597 kobiet i 35 604 mężczyzn. Liczba gospodarstw domowych wynosiła 25 738, co oznacza, że w jednym gospodarstwie zamieszkiwało średnio 2,73 osób.

## Demografia (2011–2016)
| Rok  | Liczba ludności | Gęstość zaludnienia | Kobiety | Mężczyźni | Gospodarstwa domowe |
| ---- | --------------- | ------------------- | ------- | --------- | ------------------- |
| 2011 | 70 439          | 2181                | 34 367  | 36 072    | 24 616              |
| 2012 | 70 383          | 2179                | 34 402  | 35 981    | 24 965              |
| 2013 | 70 436          | 2181                | 34 511  | 35 925    | 25 218              |
| 2014 | 70 476          | 2182                | 34 623  | 35 853    | 25 394              |
| 2015 | 70 401          | 2180                | 34 674  | 35 727    | 25 559              |
| 2016 | 70 201          | 2174                | 34 597  | 35 604    | 25 738              |